# Une ville natale
Pour plus de détails, voir Fiche technique et Distribution.
Une ville natale (hangeul : 내 마음의 고향 ; RR : Nae maeumui gohyang) est un film dramatique sud-coréen réalisé par Yoon Yong-gyu (en) et sorti en 1949.
Adapté de la pièce Tongseung de Ham Se Deok, il s'agit d'un des films les plus importants réalisés en Corée après sa libération du Japon.

## Synopsis
Le film raconte l'histoire de Do-seong, un enfant moine (Yu Min) qui se languit de sa mère, qui l'a abandonné. Pendant ce temps, une veuve sans enfant (Choi Eun-hie) prend l'enfant en charge.

## Fiche technique
- Titre français : Une ville natale[2]
- Titre original : 내 마음의 고향, Nae maeumui gohyang[3],[4]
- Réalisation : Yoon Yong-gyu (en)
- Scénario : Ham Se-deok, Kwak Il-byeong, d'après la pièce Tongseung de Ham Se Deok[5],[1]
- Photographie : Han Hyeong-mo
- Montage : Yang Ju-nam
- Musique : Park Hae-il
- Production : Kang Shin-won, Lee Kang-su
- Sociétés de production : Dong Seo Films
- Pays de production :  Corée du Sud
- Langue originale : coréen
- Format : Noir et blanc - 1,37:1 - Son mono - 35 mm
- Genre : film dramatique
- Durée : 77 minutes
- Dates de sortie : 
  - Corée du Sud : 9 février 1949
  - France : 19 octobre 2023 (Festival Lumière)

## Distribution
- Byeon Ki-jong : le moine
- Oh Heon-yong : l'ouvrier du temple
- Nam Seung-min : le cuisinier du temple
- Yu Min : Do-seong
- Choi Eun-hie : la veuve
- Seok Geum-seong : la mère de la veuve
- Choe Un-bong : Hwang Seon-dal
- Cha Geun-su : Jin-su
- Kim Sun-Young : Jo Seong-mo

## Remake
Le cinéaste Stanley Park a réalisé un remake de ce film en 2013, intitulé Nae maeumui gohyang (ko) (내 마음의 고향),.